# Vastagh Pál
Vastagh Pál (Nagyszénás, 1946. szeptember 23. –) magyar jogász, egyetemi oktató, rektor, politikus, diplomata. 1990 és 2006 között országgyűlési képviselő, 1994 és 1998 között Magyarország igazságügy-minisztere, 2006 és 2010 között ottawai nagykövet.

## Életpályája
1966-ban vették fel a József Attila Tudományegyetem Jogtudományi Karára, ahol 1971-ben diplomázott. 1983 és 1986 között a Szovjetunió Kommunista Pártja KB Társadalomtudományi Akadémiáján tanult.
1971 és 1973 között az egyetem KISZ-Bizottságának függetlenített titkáraként tevékenykedett, majd a jogi kar állam- és jogelméleti tanszékén kapott tanársegédi állást, 1977-ben adjunktussá nevezték ki. 1986-ban megszerezte az állam- és jogtudományok kandidátusa fokozatot, egy évre rá a tanszék docense lett. 1988 és 1989 között a kar dékánja volt. 1976 és 1981 között a Szegedi Akadémiai Bizottság tudományszervezője is volt. 1999-ben az újonnan alakult Általános Vállalkozási Főiskola főiskolai tanára lett, 2004-ben megkapta főigazgatói kinevezését. Ezidő alatt az ELTE ÁJTK Állam- és Jogelméleti Tanszéken óraadó tanárként is tevékenykedett. Nagyköveti megbízatása lejárta után rektorként tért vissza a főiskola élére. Ezt a címet 2015-ig viselte. 2016 óta az IBS Nemzetközi Üzleti Főiskola nyugállományú professor emeritusaként tevékenykedik. Pályafutása során munkája elismeréseként több kitüntetésben részesült: 1979-ben a Munka Érdemrend ezüst fokozatában, 2006-ban a Magyarországért Európában Díjban részesült, valamint 2010-ben a Magyar Köztársasági Érdemrend Középkeresztjét adományozták számára.

### Politikai pályafutása
1966-ban lépett be az Magyar Szocialista Munkáspártba. 1976-tól 1981-ig a KISZ KB Egyetemi és Főiskolai Tanácsának elnöke, a KISZ KB Intéző Bizottságának tagja volt. 1988-ban az MSZMP Csongrád Megyei Bizottságának első titkára lett, majd egy évvel később a Központi Bizottság és a Politikai Bizottság, majd a Politikai Intéző Bizottság tagja volt. Vastagh sokáig támogatta a kommunista rendszert, még 1989-ben is határozottan kiállt a Munkásőrség mellett, azt a nép hadseregének nevezte és a kötelék a párt és a testület között szerinte elszakíthatatlan.
1989-ben a Magyar Szocialista Párt egyik alapító tagja, annak első vidéki titkára és az országos elnökség tagja. 1990-ben az országos választmány tagjává választották. Az 1990-es országgyűlési választáson pártja Békés megyei területi listájáról szerzett mandátumot. Rövid ideig az MSZP-frakció titkára, majd 1994-ig a jogi és közigazgatási munkacsoport tagja volt. 1994-ben az Orosháza központú egyéni választókerületben szerzett országgyűlési mandátumot. Horn Gyula akkori miniszterelnök behívta kormányába igazságügy-miniszternek. Az ő minisztersége alatt alkottak meg több alkotmányos fontosságú kétharmados törvényt (például a népszavazásról szóló törvény vagy a választási eljárásról szóló törvény).
1998-ban pártja Békés megyei listájáról jutott be az Országgyűlésbe. 1999-ben az MSZP Békés megyei elnökévé választották, ezt a pozíciót 2002-ig viselte. Emellett 2000-ig az MSZP-frakció jogalkotási kérdésekkel foglalkozó helyettes vezetője. 2002-ben újra Orosházáról szerez mandátumot, a ciklusban az alkotmány- és igazságügyi bizottság elnöke. 2002-ben Szájer Józseffel az Európai Konvent tagja lett, melynek feladata az Európai Unió Alkotmányának kidolgozása volt. 2004-ben Gyurcsány Ferenc miniszterelnök közjogi és jogharmonizációs tanácsadó testületének elnöke lett. 2006-ban pártja országos listáján jutott be a parlamentbe újra az alkotmány- és igazságügyi bizottság tagja lett.
2006 októberében Magyarország ottawai nagykövetévé nevezték ki, emiatt lemondott országgyűlési mandátumáról és főiskolai főigazgatói posztjáról is. Tisztségét 2010 júniusáig viselte.

## Családja
Nős, második házasságában él, jelenlegi felesége tanár. Első házasságából két, a másodikból egy gyermeke született.

## Művei
- Bevezetés az állam- és jogtudományokba. Szemelvénygyűjtemény; szerk. Papp Ignác, Vastagh Pál; Egyetem, Állam- és Jogtudományi Kar, Szeged, 1977
- A társadalom, a politikai rendszer, a szakszervezeti mozgalom a szocialista orientációjú országokban; Népszava, Bp., 1988 (Fórum)
- Az Európai Parlament és Magyarország; EUKK, Bp., 2004 (Magyar EU figyelő. Európai mindennapok)

## Díjai, elismerései
- Munka Érdemrend ezüst fokozat (1979)
- Magyarországért Európában Díj (2006)
- A Magyar Köztársasági Érdemrend középkeresztje (2010)[4]